# RKSV Woensel
RKSV Woensel was een Nederlandse amateurvoetbalclub uit het stadsdeel Woensel in Eindhoven. De vereniging ontstond op 25 augustus 1928 na een fusie van de voetbalverenigingen S.D.O., De Krekels, D.J.W. (De Jonge Werkman) en St. Joseph.
De club leidde aanvankelijk een zwervend bestaan en speelde wedstrijden aan 'Het Lijntje', Marconilaan, Eckartseweg, Kronehoefstraat, Minckelerstraat, Barrierweg, Lorentzstraat en Zwarte Pad. Vanaf 1948 speelde de club op het terrein van 'steenfabriek Van Hapert' aan de Boschdijk waar nu het vroegere hoofdkantoor van Philips Nederland staat. In 1958 verhuisde de club naar het nieuwe 'Gemeentelijk Sportpark Oude Bosschebaan' in Woensel-Noord.
In de jaren zeventig telde de club ruim 1150 leden en was de grootste voetbalvereniging  in de provincie Noord-Brabant. In het jubileumjaar 1978 had de club meer dan 70 elftallen die aan de competitie deelnamen.
RKSV Woensel werd op 24 mei 2005 tijdens een Buitengewone Algemene Ledenvergadering ontbonden.

## Bekende oud-spelers
- Gerrit van Tilburg (1941), voormalig betaald voetballer en scout (talent)
- Theo van der Zanden (1949), voormalig betaald voetballer
- Theo Ramakers (1950), voormalig betaald voetballer
- Hans Segers (1961), voormalig betaald voetballer (doelman) en trainer
- Wilbert Paulissen (1962), voormalig hoofd landelijke recherche, politiechef Oost-Brabant[1]
- Frans van Rooij (1963), voormalig betaald voetballer
- Robert-Jan Zoetmulder (1972), voormalig betaald voetballer (doelman)
- Dragan Thijssens (1973), voormalig betaald voetballer en trainer
- Robert Fuchs (1975), voormalig betaald voetballer